# صومعه سنت پیشوی
صومعه سنت پیشوی (انگلیسی: Monastery of Saint Pishoy)، صومعه‌ای متعلق به کلیسای ارتدکس قبطی است که در وادی نطرون در غرب دلتای نیل در شمال مصر واقع شده است. این صومعه، بزرگترین صومعه فعال مصر در این منطقه است که در قرن ۴ میلادی تأسیس شده است.